# 本多正昭
本多 正昭（ほんだ まさあき、1929年4月2日 - ）は、日本の哲学・神学者。相即人間学会代表、産業医科大学名誉教授。
長崎県出身。1955年九州大学文学部哲学科卒、1957年同大学院修士課程修了。1958-61年マニラ教皇庁トマス大学修了。熊本マリスト学園高等学校教諭。神戸海星女子学院大学・短期大学講師、助教授、1978年産業医科大学教授、1992-94年聖泉短期大学学長、1996-98年ノートルダム女子大学学長。
2006年11月瑞宝小綬章受章。

## 著書
- 『比較思想序説 仏教的「即」の論理とキリスト教』法律文化社 1979
- 『人間とは何か 矛盾相即的世界』創言社 1982
- 『超越者と自己 滝沢・阿部論争によせて』創言社 1990
- 『神の死と誕生 「即」の展開を求めて』行路社 1992
- 『はじめはじめの物語』絵・文 天理教道友社 1994
- 『谷川の水を求めて 日本の風土とキリスト教』文芸社 2000
- 『キリスト教と仏教の接点』行路社 2007
- 『死生観と医療』行路社 2008

共著
- 『仏教とキリスト教 滝沢克己との対話を求めて』八木誠一,阿部正雄編著 秋月龍珉共著 三一書房 1981

### 翻訳
- イグナス・レップ『心の底にあるもの』川島書店 1975
- 『東西宗教の出会い 海外キリスト者の仏教観』編訳 創言社 1985
- トマス・G.ハンド, 李純娟『水の味わい 東洋思想と神』中野信子共訳 春秋社 1993

## 論文
- Cinii